# Condado de Lääne
El condado de Lääne (en estonio: Lääne maakond) o Läänemaa es el nombre de uno de los quince condados en los que está dividida administrativamente Estonia. Se localiza en Estonia occidental y limita con el mar Báltico al norte, el condado de Harju al nordeste, el condado de Rapla al este, el condado de Pärnu al sur, y los condados isleños de Saare y Hiiu al oeste. Su capital es Haapsalu.

## Gobierno del condado
Cada uno de los condados de los que se compone el país es regido por un gobernador (en estonio: maavanem), elegido cada cinco años por el gobierno central. Desde el 19 de noviembre de 2004, dicho cargo está en manos de Sulev Vare.

## Municipios
El condado se subdivide en municipios. Hay 1 municipio urbano (estonio: linn - ciudad) y 9 municipios rurales (estonio: vallad - municipios) en el condado de Lääne.

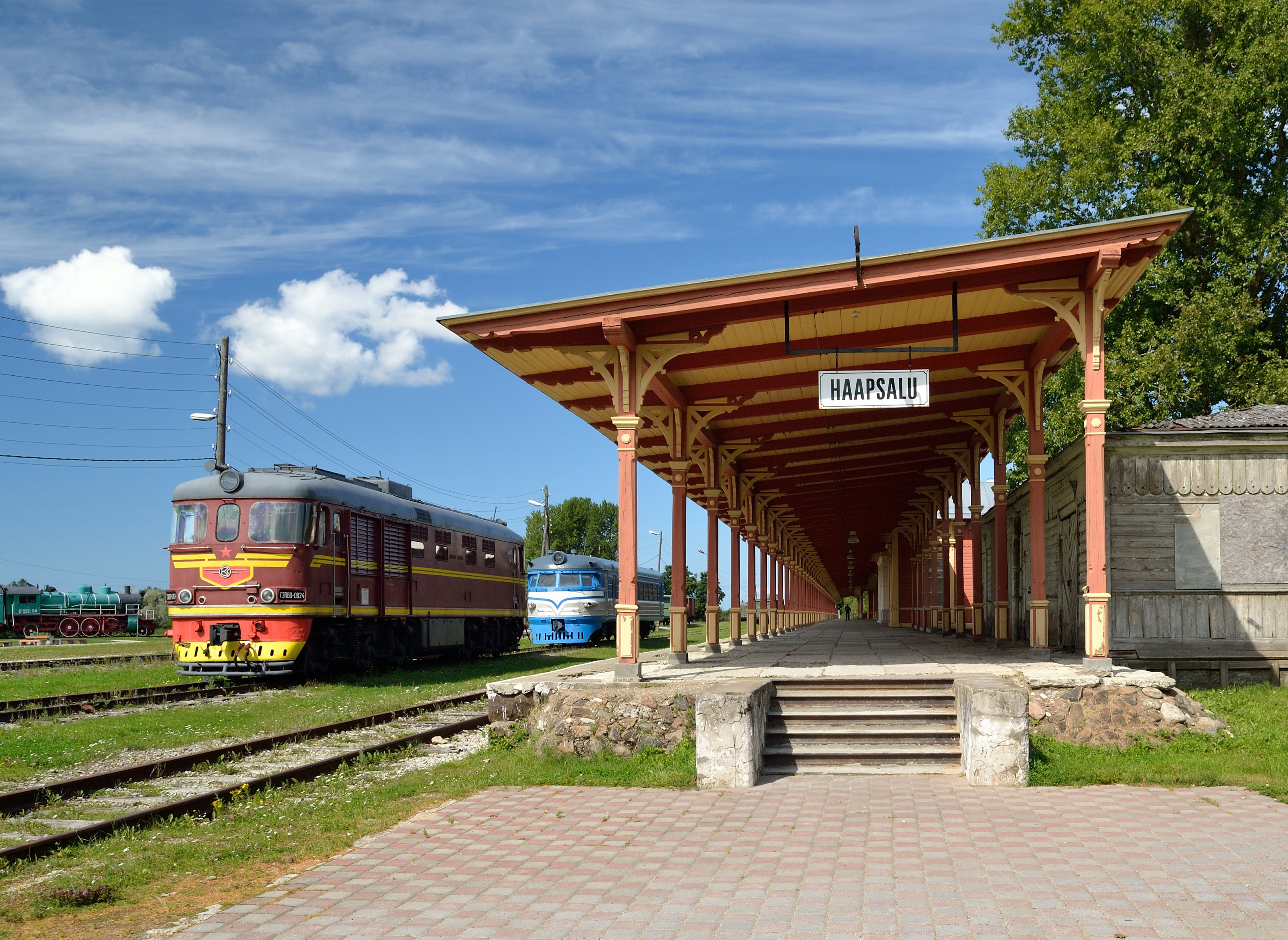
Haapsalu
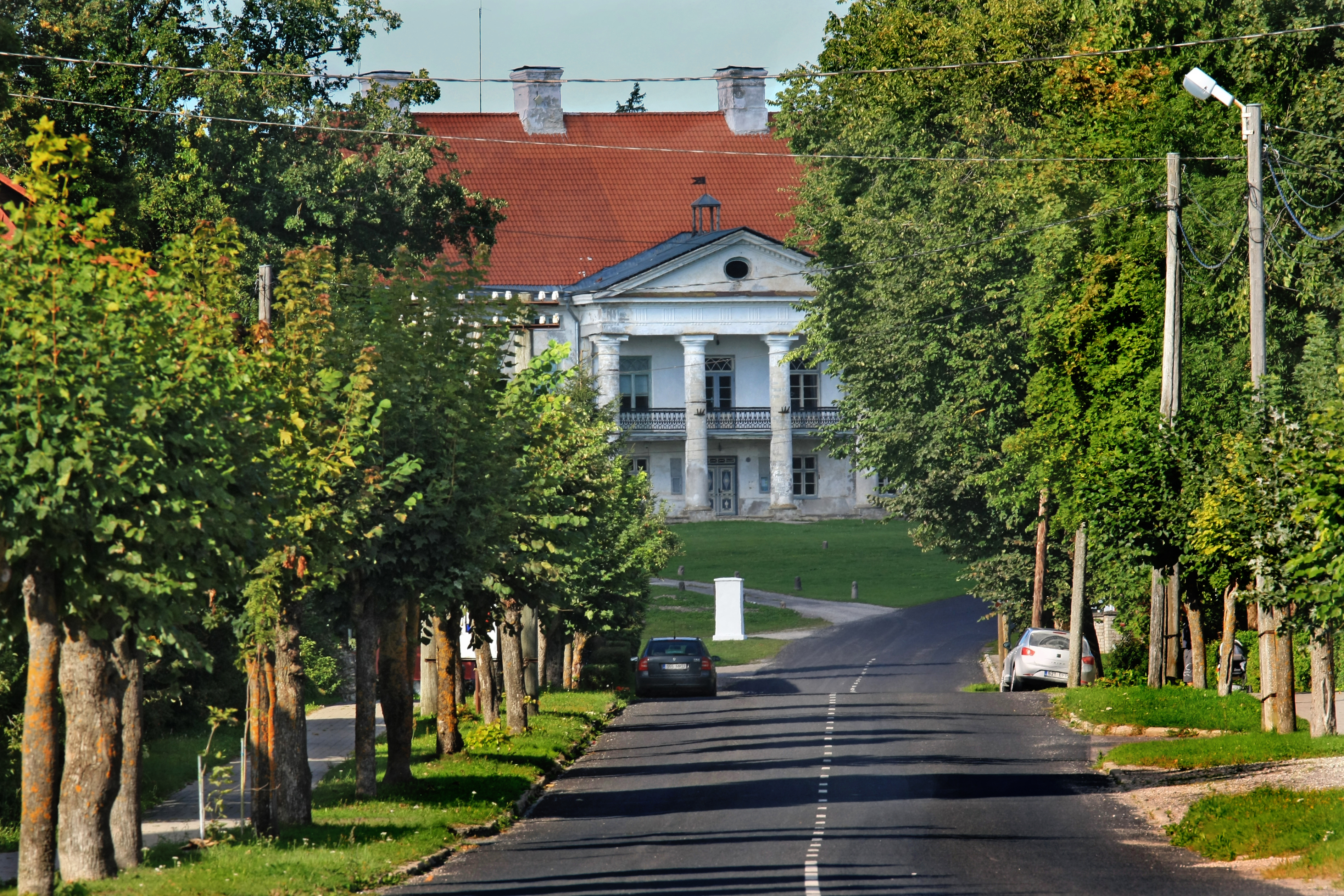
Lihula
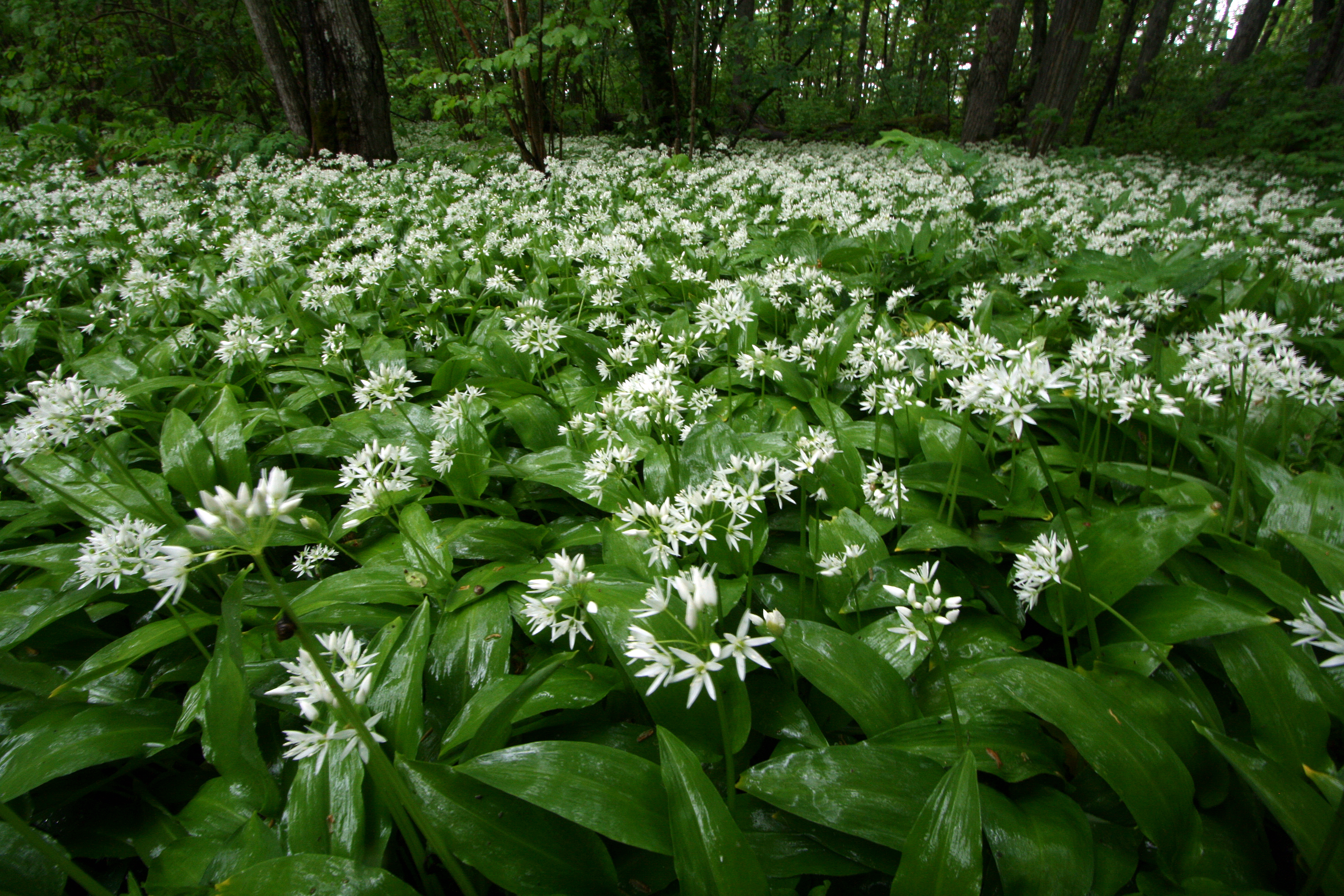
Puhtu
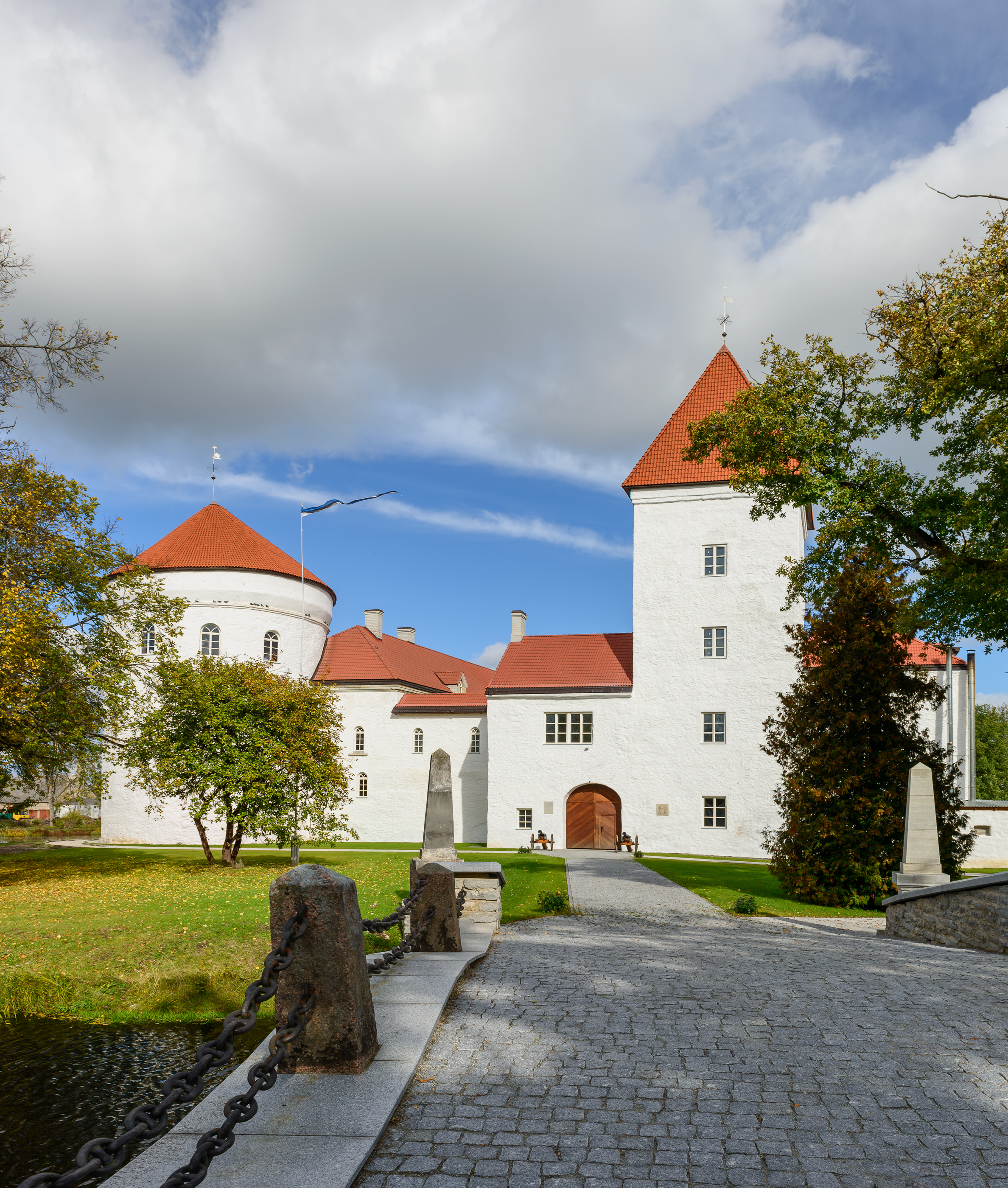
Koluvere
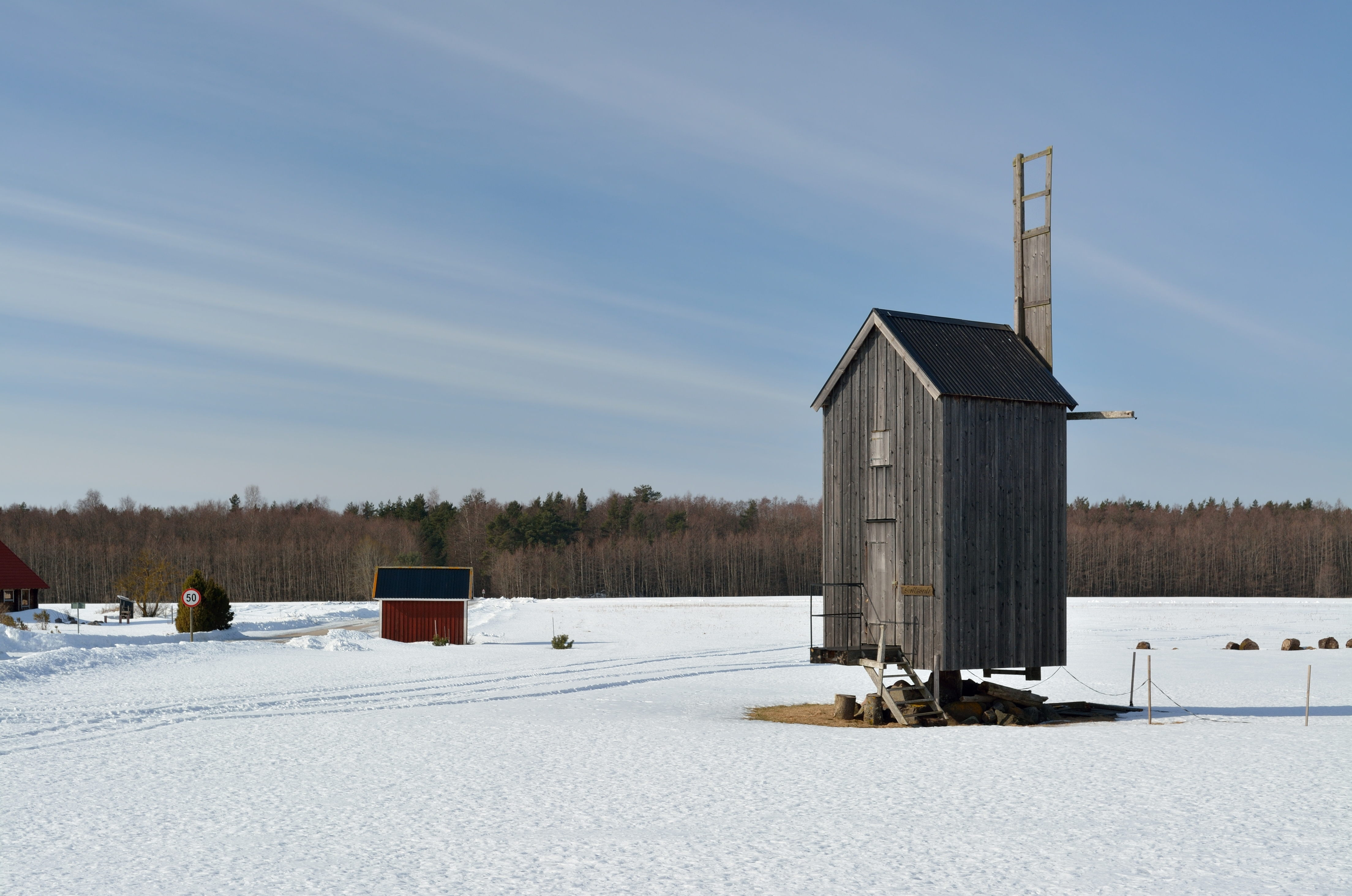
Rälby, Vormsi
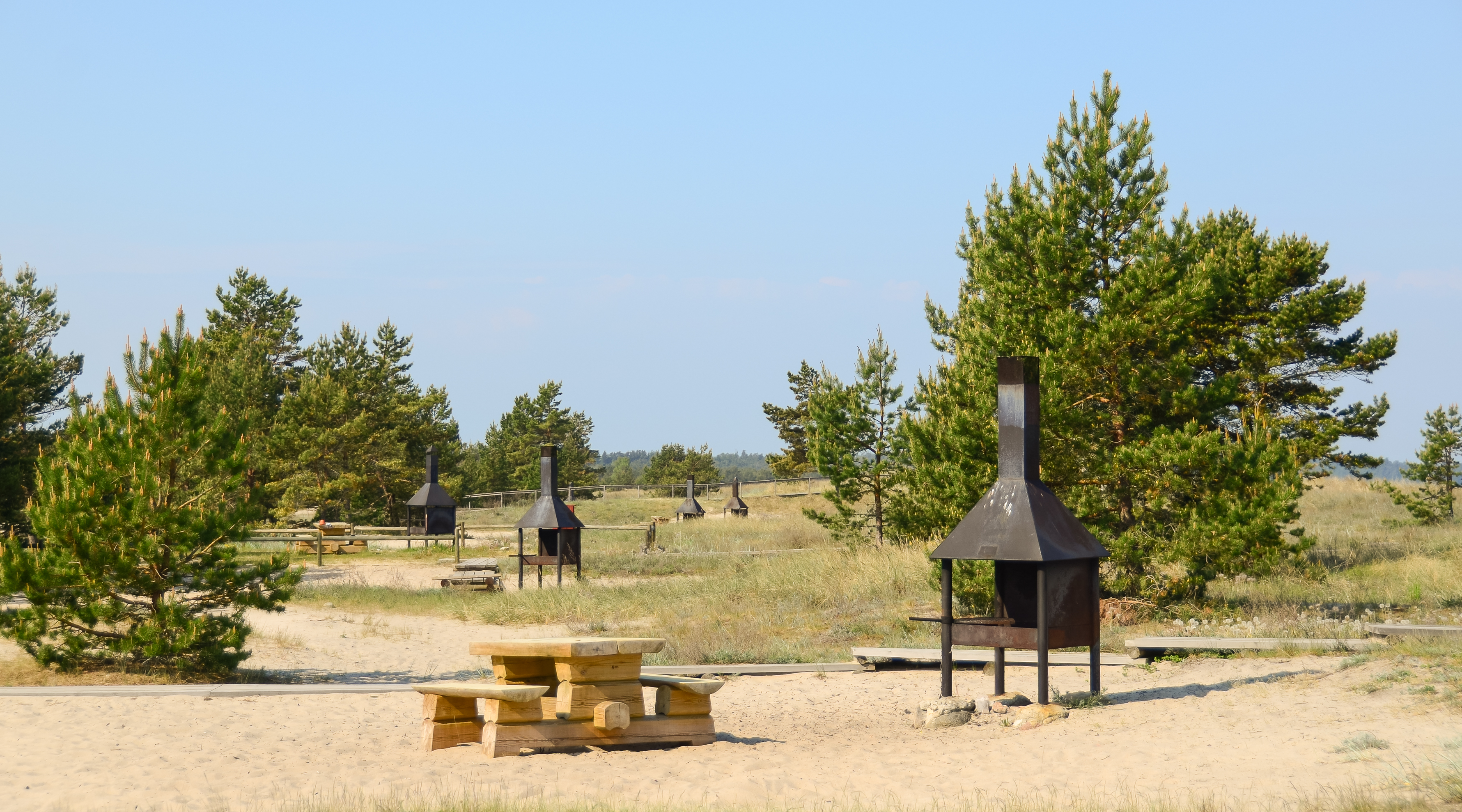
Peraküla

Municipios urbanos:
- 1 Haapsalu

Municipios rurales:
- 2 Hanila
- 3 Kullamaa
- 4 Lihula
- 5 Lääne-Nigula
- 6 Martna
- 7 Noarootsi
- 8 Nõva
- 9 Ridala
- 10 Vormsi

- Haapsalu
- Lihula
- Puhtu
- Koluvere
- Rälby, Vormsi
- Peraküla